# Stewart Downing
Stewart Downing (* 22. července 1984, Middlesbrough, Anglie, Spojené království) je anglický fotbalista, který hrával za tým West Ham United FC v anglické Premier League.

## Klubová kariéra
Do West Hamu přestoupil v létě 2013 za cca 5 miliónů liber z týmu Liverpool FC.
Jeho předchozí změna klubu proběhla v roce 2011 za 20 milionů liber z Aston Villy. V letech 2001-2009 hrál za Middlesbrough FC.

## Reprezentační kariéra
V A-týmu Anglie debutoval 9. 2. 2005 v přátelském utkání v Birminghamu proti týmu Nizozemska (remíza 1:1).